# Barbara DeWolfe

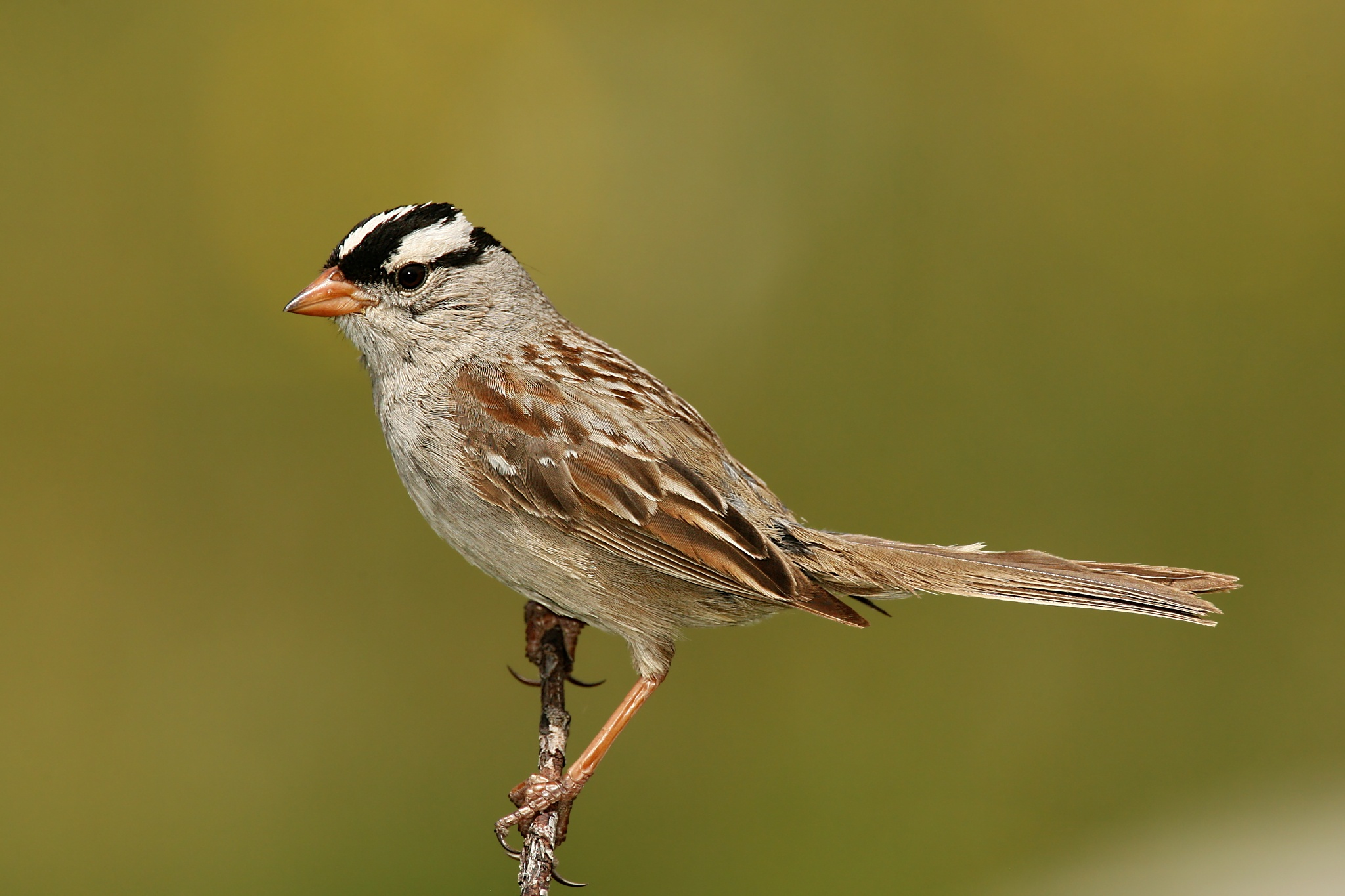
Weißkronensperling

 Barbara Blanchard DeWolfe  (* 14. Mai 1912 in San Francisco, Kalifornien, USA; † 2. Mai 2008 in Santa Barbara (Kalifornien), USA) war eine US-amerikanische Ornithologin und Hochschullehrerin. Sie ist bekannt für ihre Forschungen über die Fortpflanzungsphysiologie und den Jahreszyklus des Weißkronensperlings.

## Leben und Werk
DeWolfe war das einzige Kind von Marion und Elizabeth Blanchard. Sie zog im Alter von zehn Jahren nach Mill Valley, Kalifornien, um bei ihrer Großmutter zu leben. Sie machte 1929 ihren Abschluss an der Tamalpais High School und studierte anschließend an der University of California, Berkeley, wo sie Mitglied der Ehrengesellschaft Phi Beta Kappa war. Als sie bei einem Besuch im Yosemite-Nationalpark daran dachte, Biologin im National Park Service zu werden, meinte der Regionaldirektor der Nationalparks, den sie nach den zu belegenden College-Kursen fragte, um sich auf eine solche Karriere vorzubereiten, er stelle keine Frauen ein. Wenn sie in einem Park leben wolle, sollte sie einen Ranger heiraten.
Ihr Studium der Zoologie schloss sie 1938 mit dem Bachelor in Zoologie ab und erhielt das Alice Freeman Palmer Fellowship vom Wellesley College in Massachusetts. Sie nutzte die Mittel, um Forschungen im Meeresbiologielabor Woods Hole Bay in Wellesley durchzuführen. Im Jahr 1942 veröffentlichte sie als Voraussetzung für die Verleihung der Auszeichnung die Ergebnisse ihrer Forschungen Migration in Pacific Coast White-Crowned Sparrows in der Zeitschrift The Auk.
Nach ihrem Abschluss wollte sie als Lehrerin tätig sein. Während der Weltwirtschaftskrise war es jedoch schwierig, Stellen zu finden, und die Schulen wollten Lehrer einstellen, die Erfahrung in mehreren Disziplinen hatten. Daher promovierte sie in Zoologie als letzte Doktorandin von Joseph Grinnell. Anschließend nahm sie 1939 eine Lehrtätigkeit am Placer Junior College in Rocklin, Kalifornien, an. Zwei Jahre lehrte sie Zoologie am College of Agriculture an der University of California, Davis (UC Davis). Kurz nach ihrer Ankunft an der UC Davis wurde die gesamte Grundausbildung aufgrund von Einberufungen in Kriegszeiten ausgesetzt und sie wurde entlassen.
1943 erhielt sie eine Stelle am Smith College in Massachusetts. 1946 nahm sie eine Stelle als Dozentin am Department of Zoology der neu gegründeten University of California, Santa Barbara (UCSB) an. Sie lehrte bis 1977 Biologie am Department of Zoology der UCSB und wurde schließlich Associate Dean des College of Letters and Science. Danach war sie am UC Santa Barbara Vertebrate Museum tätig und spendete diesem bedeutende Mittel.
DeWolfe war von 1950 bis 1954 mit Nels Oakeson und von 1960 bis zu seinem Tod mit Robert DeWolfe verheiratet.

## Forschungstätigkeit

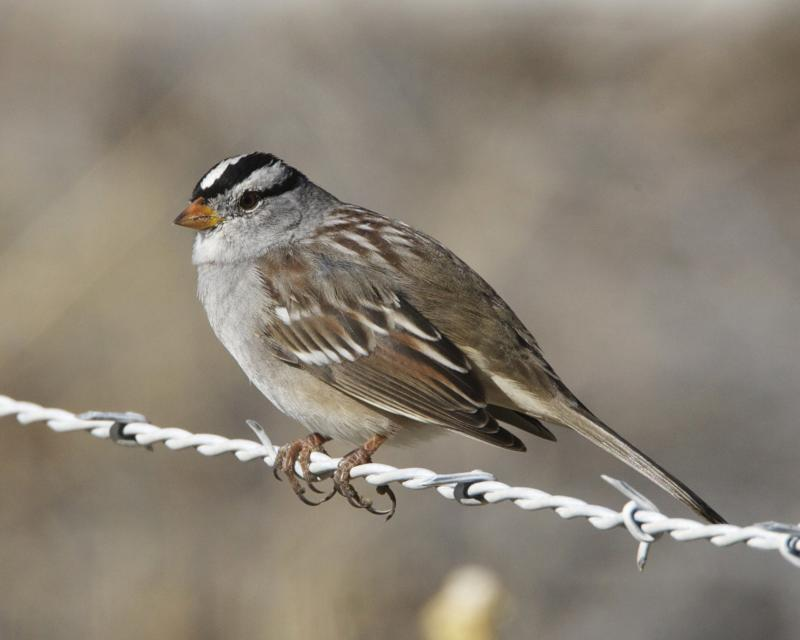
Zonotrichia leucophrys gambelii

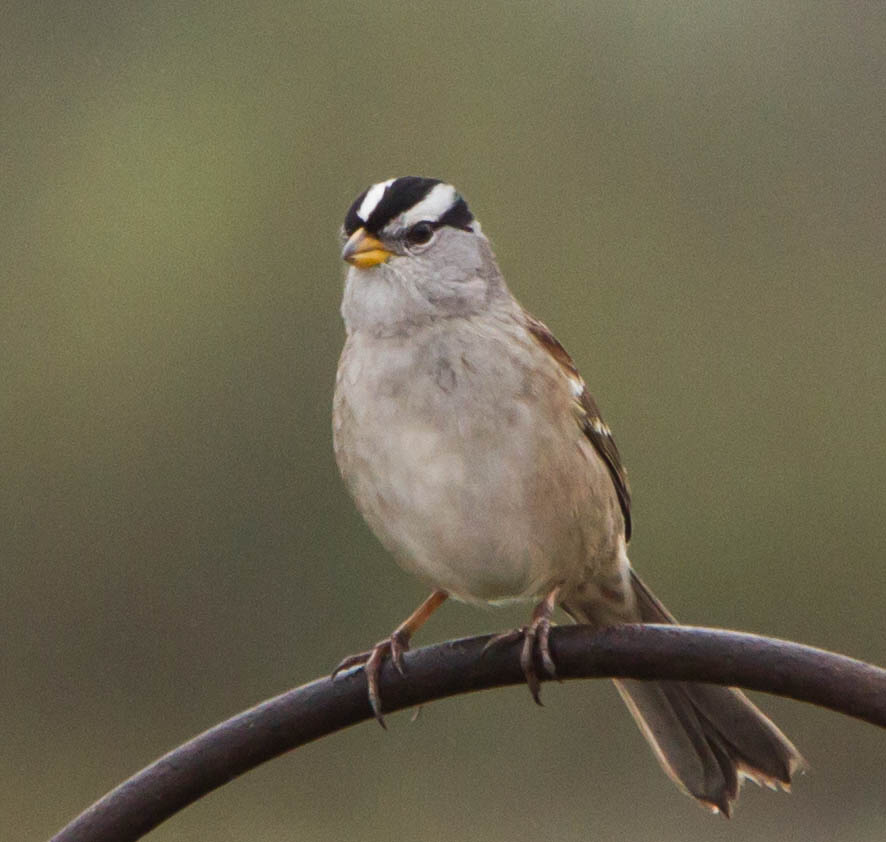
Zonotrichia leucophrys nuttalli

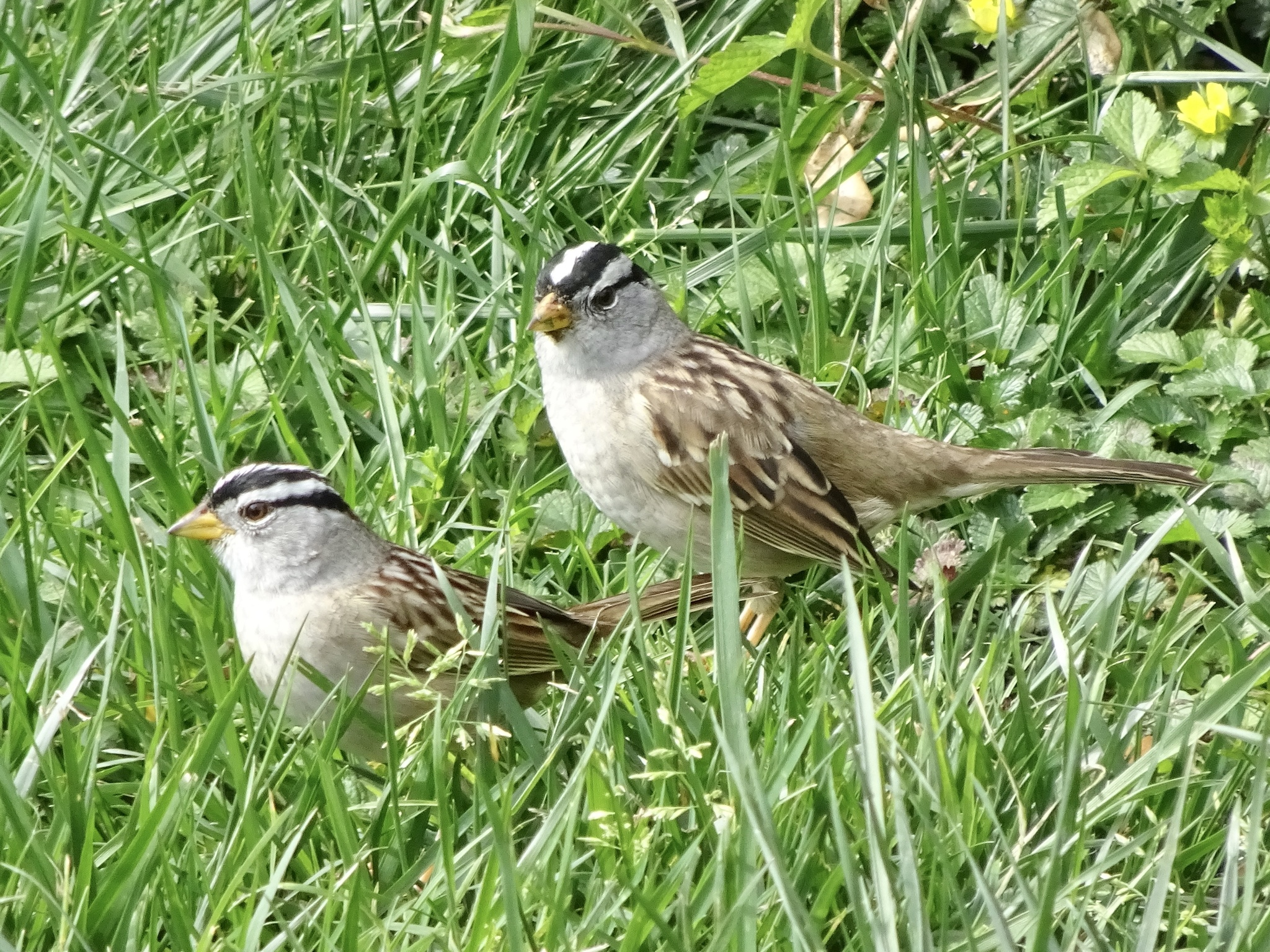
Zonotrichia leucophrys pugetensis

DeWolfe untersuchte Populationen von kalifornischen und alaskischen Spatzen und dokumentierte wichtige Unterschiede in ihrem Brutverhalten, ihrem Fortpflanzungsverhalten und ihrer Gesangsstruktur. DeWolfes Forschung konzentrierte sich auf den Weißkronensperling, von dem sie Populationen in Kalifornien und Alaska untersuchte. Sie beobachtete Variationen in Brut und Gesang, um Unterschiede zwischen den Rassen des Spatzen zu bestimmen. Sie konzentrierte sich auf drei verschiedene Arten des Weißkronensperlings: Zonotrichia leucophrys pugetensis, Zonotrichia leucophrys nuttalli und Zonotrichia leucophrys gambelii. Der Hauptunterschied, den sie beobachtete, war, dass Zonotrichia leucophrys pugetensis migrierte, während Zonotrichia leucophrys nuttalli dies nicht tat. Ihre spätere Arbeit an Zonotrichia leucophrys gambelii zeigte, dass es sich um einen weitwandernden Spatzen handelte, sehr unterschiedliche Brutverteilungen aufwies und keine klar geografisch strukturierten Gesangsdialekte aufwies. Ihre Forschungen zu Fortpflanzung, Gesang und historischen Unterschieden führten dazu, dass der Weißkronensperling einer der am besten erforschten Vögel der Welt ist.
DeWolfe veröffentlichte mehr als 30 Artikel unter ihrem Mädchen- und Ehenamen (Barbara Blanchard, Barbara Oakeson, Barbara DeWolfe von 1960 bis 2008). In den 1970er und 1980er Jahren arbeitete sie mit Luis F. Baptista zusammen, einem Kurator für Vögel an der California Academy of Sciences, der untersuchte, wie Vögel ihre Lieder und Gesangsvariationen lernen. DeWolfe veröffentlichte zwei Autobiographien, die sich in der UCSB Library befinden, Joyous Errand (1998) und  Further Recollections (1999). In den letzten zehn Jahren ihres Lebens litt sie unter vielen chronischen Erkrankungen und starb am 2. Mai 2008 im Alter von 95 Jahren.

## Ehrungen
- 1995: Loye and Alden Miller Research Award[3]
- Ehrenmitglied auf Lebenszeit der Cooper Ornithological Society

## Veröffentlichungen (Auswahl)
- Song Development And Territory Establishment In Nuttall's White-Crowned Sparrows. 1989.
- Discoveries of America: Personal Accounts of British Emigrants to North America during the Revolutionary Era. Cambridge University Press, 1997, ISBN 978-0521386944.
- Joyous Errand – autobiography, 1998.
- Further Recollections – continuation of autobiography. 1999.
- Tuk-Karálik: The Story of a Sparrow. 1999.[4]